# Hans-Joachim Waschkies
Hans-Joachim Waschkies (* 16. Juni 1939; † 13. Mai 2014 in Altenholz) war ein deutscher Wissenschaftshistoriker und Philosoph.

## Leben
Waschkies kam Ende des Zweiten Weltkriegs als Flüchtling aus dem Osten in das dänische Nordschleswig, studierte nach Absolvierung eines humanistischen Gymnasiums Philosophie, Mathematik und Physik in Kiel und Bonn und wurde 1973 in Kiel bei Hermann Schmitz promoviert. Seine Dissertation behandelte den Einfluss von Eudoxos von Knidos auf die Stetigkeitslehre von Aristoteles und erschien als Buch (Von Eudoxos bis Aristoteles). Die Arbeit lieferte auch neue Erkenntnisse zur Lebensgeschichte von Eudoxos und Waschkies entwickelte darin die Hypothese, dass die Entdeckung irrationaler Zahlen  (inkommensurabler Größen) bei den Griechen schon durch einfaches Hantieren mit den Zählsteinen (Psephoi) geschehen sein konnte. Seine Promotion wurde von einem Doktorandenstipendium der Studienstiftung des Deutschen Volkes unterstützt und die Dissertation erhielt die Note Opus eximium. 1973 wurde er wissenschaftlicher Assistent in Kiel und habilitierte mit einer Arbeit über die Entstehung der Allgemeinen Naturgeschichte und Theorie des Himmels von Immanuel Kant. Er wurde Universitätsdozent und außerplanmäßiger Professor für Wissenschaftsgeschichte in Kiel.
In seinem Buch über die Anfänge der Arithmetik bei den Griechen wandte er sich gegen die Hypothese von Árpád Szabó über den Einfluss der Eleaten auf den Ursprung und die logische (axiomatische) Struktur der altgriechischen Mathematik. Insbesondere untersuchte er am Beispiel der auch bei Euklid kaum axiomatisierten griechischen Arithmetik nach Wurzeln in konkreten Rechenvorschriften aus dem Alten Orient, die teilweise auf Verwendung von Rechensteinen beruhen, die auch aus der griechischen Psephoi-Arithmetik bekannt ist.
Er befasste sich auch mit Geologiegeschichte (Gottfried Wilhelm Leibniz) und Christian Wolff als Mathematiker.
1992 bis 1997 leitete er die Gesellschaft für Neue Phänomenologie, einer von seinem Doktorvater Hermann Schmitz begründeten philosophischen Richtung.

## Schriften (Auswahl)
- Von Eudoxos bis Aristoteles. Das Fortwirken der Eudoxischen Proportionenlehre in der Aristotelischen Lehre vom Kontinuum (= Studien zur Antiken Philosophie 8), B. R. Grüner, Amsterdam 1977.
- Physik und Physiktheologie des jungen Kant. Die Vorgeschichte seiner Allgemeinen Naturgeschichte und Theorie des Himmels. B. R. Grüner, Amsterdam  1987.
- Die Physikotheologie als Gegenstand historischer Forschung, in: W. Kreisel (Hrsg.), Geisteshaltung und Umwelt. Alano Verlag, Aachen 1988, S. 163–181.
- Kosmogenie als Physikotheologie beim jungen Kant, in: W. Kreisel (Hrsg.), Geisteshaltung und Umwelt. Alano Verlag, Aachen 1988, S. 183–227.
- Anfänge der Arithmetik im alten Orient und bei den Griechen. B. R. Grüner, Amsterdam 1989.
- Wissenschaftliche Praxis und Erkenntnistheorie, in: Forum für Philosophie Bad Homburg (Hrsg.): Übergang. Frankfurt 1991.
- Mathematische Schriftsteller, in: Hellmut Flashar (Hrsg.), Philosophie der Antike 2/1: Sophistik, Sokrates, Sokratik, Mathematik, Medizin (= Grundriss der Geschichte der Philosophie), Schwabe, Basel 1998, S. 365–453.
- Herausgeber mit Michael Großheim: Rehabilitierung des Subjektiven. Festschrift für Hermann Schmitz. Akademie-Verlag, Berlin 2008.